# Ulises

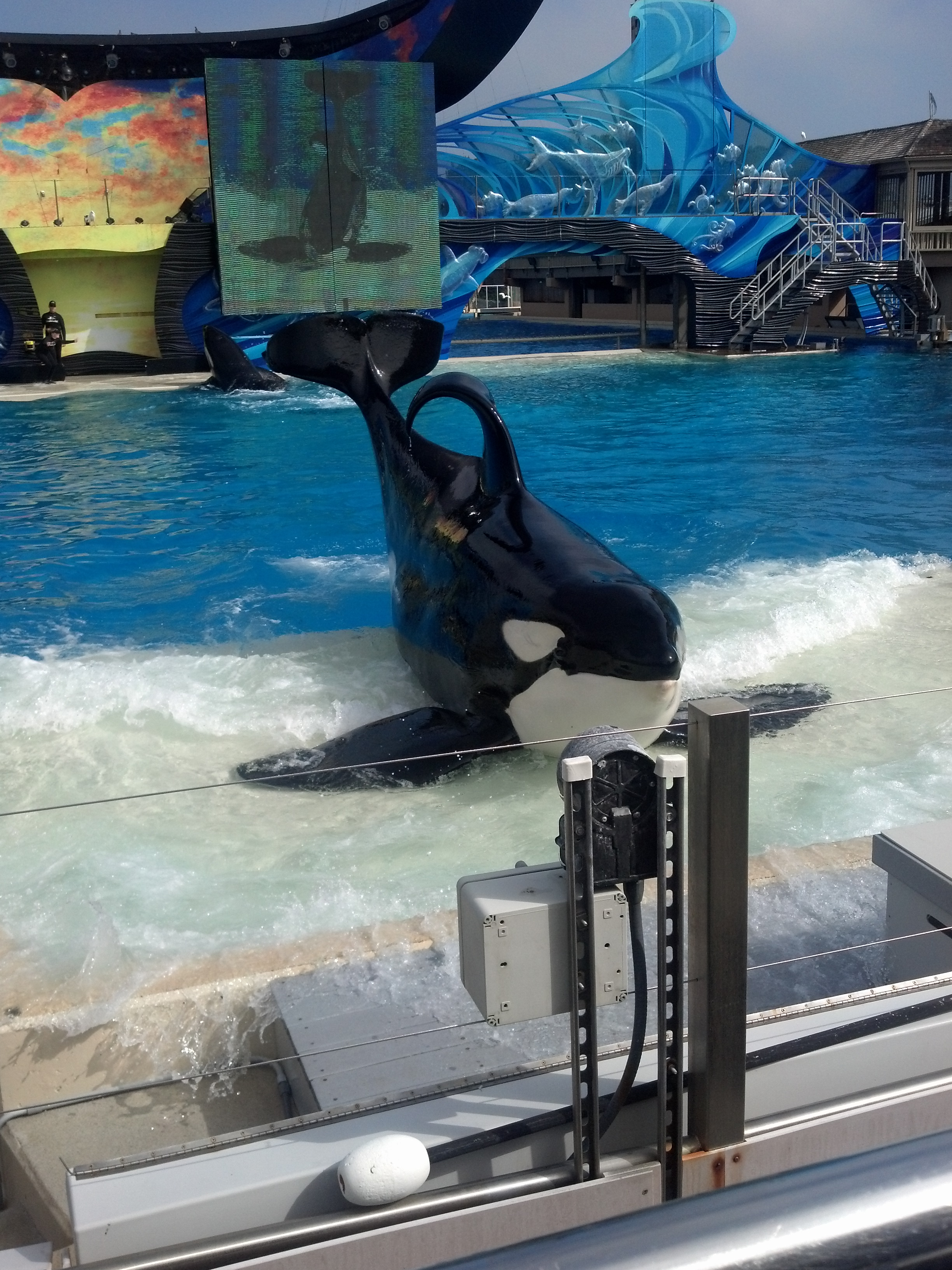
Ulises lors d'une performance au Sea World de San Diego

Ulises (parfois orthographié Ulisses ou Ulysses) est une orque mâle qui vit actuellement au SeaWorld de San Diego en Californie. Il a été capturé le 7 novembre 1980, à Reydarfjördur, en Islande, à l'âge approximatif de 3 ans. Il a vécu dans plusieurs parcs, dont l'Aquarium Sædyrasafnid en Islande (de novembre a décembre 1980), le Rioleón Safari Park en Catalogne (de décembre 1980 à juin 1983), et le parc zoologique de Barcelone (de juin 1983 à janvier 1994) toujours en Catalogne, avant d'être transporté à SeaWorld en 1994.
Il est reconnaissable par sa nageoire dorsale, qui ne s'affaisse vers la droite qu'à mi-hauteur. Il mesure 5,94 m de long et pèse environ 4200 kg.
Il a engendré son premier petit, le 16 mars 2011, né par insémination artificielle avec l'orque Wikie du Marineland d'Antibes. Le petit, que l'on a d'abord pensé être une femelle a reçu le prénom de Moana (qui signifie océan en polynésien). Il a été découvert plus tard que Moana était un mâle. Le 2 décembre 2014, Kalia, une femelle avec qui il partage son bassin, a donné naissance à son deuxième petit.